# Jenna Jameson

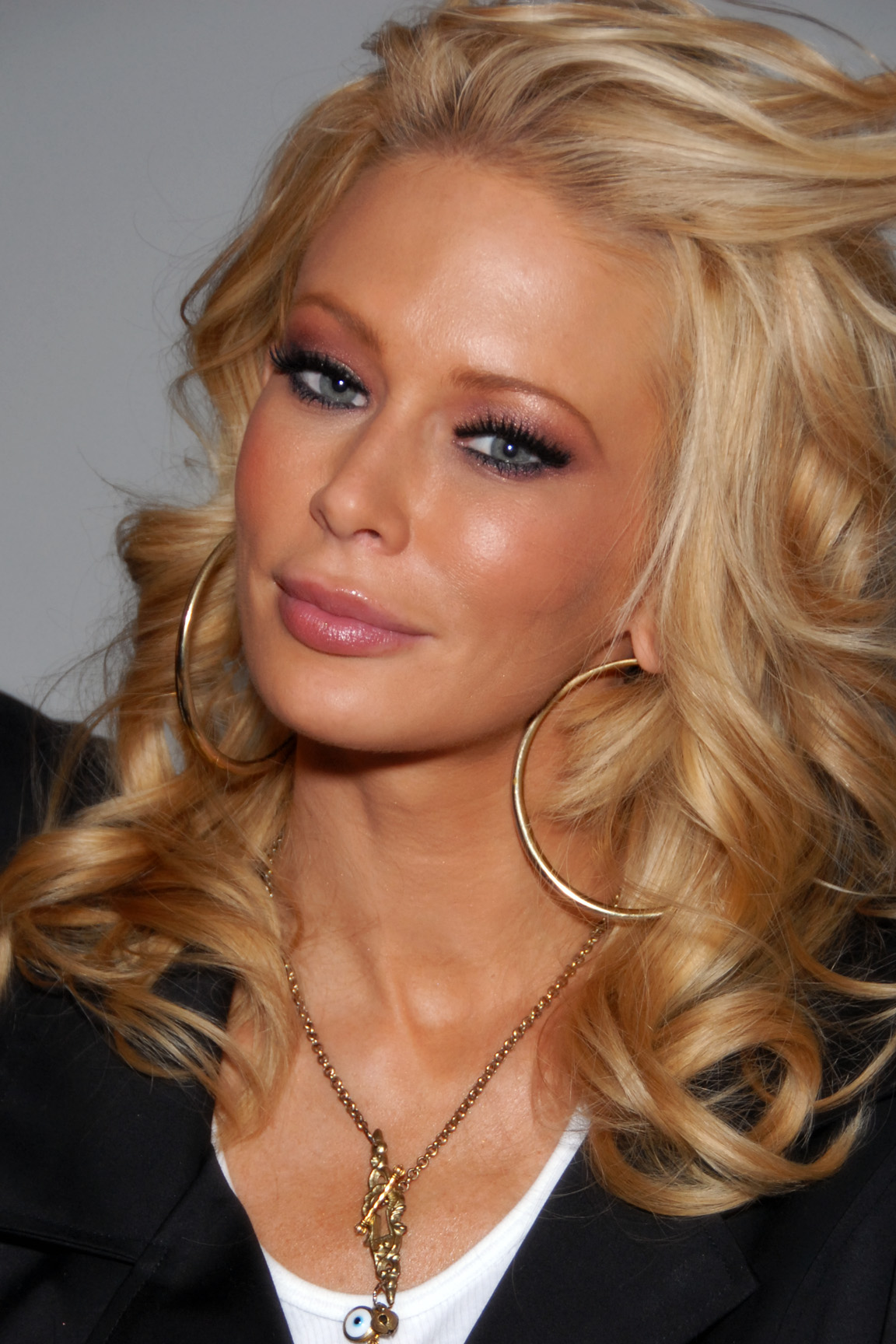
Jenna Jameson

Jenna Jameson (născută Jenna Marie Massoli; n. 9 aprilie 1974) este o actriță porno și antreprenoare americană, considerată cea mai faimoasă actriță porno din lume, și numită "Regina Porno".
Ea a apărut pentru prima dată într-un film erotic în anul 1993 după ce lucrase ca stripteoză stripper și model. În 1996, ea a câștigat trei premii pentru debutanți din partea organizațiilor pornografice de film. De atunci ea a câștigat mai mult de 20 de premii pentru filme pentru adulți.
Jameson a fondat compania de divertisment pornografic numită Club Jenna în anul 2000, împreună cu Jay Grdina, cu care mai târziu s-a și căsătorit. Această afacere a fost inițial un website individual, care și-a extins activitatea în administrarea website-urilor similare ale altor actrițe și care a început să producă filme porno în anul 2001. Primul film,, Briana Loves Jenna (cu Briana Banks), a fost numit la premiile AVN Awards din 2003 drept cel mai vândut și cel mai închiriat film porno în 2002. În 2005, Club Jenna avea un venit de 30 de milioane de dolari și un profit estimat la jumătate din această sumă. Reclame uriașe pentru situl și filmele ei, de multe ori chiar cu poza ei au fost afișate în piața Times Square din New York City la dimensiuni de forty-eight-foot-tall. Playboy TV difuzează reality show-ul ei, numit Jenna's American Sex Star unde actrițe porno aspirante se luptă pentru un contract cu Club Jenna.
Prima apariție într-un titlu important a lui Jameson a fost un rol minor în filmul lui Howard Stern din anul 1997 numit Private Parts. Aparițiile de prim rang au continuat cu apariția drept co-gazdă pentru un show al televiziunii E!, rol vocal pentru care a primit și un premiu în jocul video Grand Theft Auto: Vice City din anul 2002, și un rol cu multiple apariții în serialul de televiziune al postului NBC numit Mister Sterling din 2003. Autobiografia ei din anul 2004, How to Make Love Like a Porn Star: A Cautionary Tale, a stat șase săptămâni în lista celor mai bine vândute cărți alcătuită de The New York Times.

## Biografie

### Copilărie și tinerețe
Jenna Marie Massoli s-a născut la 9 aprilie 1974 în Las Vegas, Nevada. Tatăl sau era Lawrence Massoli, un director de programe pentru un post afiliat NBC și ofițer de poliție. Mama sa a fost Judith Brooke Hunt Massoli, o showgirl din Las Vegas care dansa în spectacolul Folies-Bergère care avea loc la Tropicana Resort & Casino. Mama sa a murit de cancer al pielii la 20 februarie 1976, cu puțin timp ca Jenna Massoli să își sărbătorească cea de-a doua aniversare. Tratamentul contra cancer a falimentat familia care a fost nevoită să se mute de mai multe ori, printre care și într-o rulotă și să locuiască împreună cu mama lui Massoli. Tatăl său își petrecea majoritatea timpului la departamentul de poliție din Las Vegas, și Jenna a devenit astfel foarte apropriată de fratele său Tony Massoli. Ea a participat de mai multe ori la concursuri de frumusețe în copilărie și a urmat cursuri de balet.
În octombrie 1990, în timp ce familia locuia la o fermă din Fromberg, Montana, Massoli a fost batută cu pietre și violată în grup de către patru băieți după un meci de footbal american. Ea scrie în autobiografia ei:
| “ | Sunt în acest domeniu pentru că am fost victimizată sau pentru că am vrut să am succes în ceva? Am analizat problema din fiecare unghi posibil, și de fiecare dată am ajuns la aceeași concluzie: că nu a schimbat nimic până la urmă. S-a întâmplat prea târziu în viața mea ca să aibă un rol formator. Fie dacă se întâmpla sau nu, tot aș fi devenit un star porno. Am fost la suficienți de mulți doctori ca să știu asta. | ” |

Massoli spune că a fost violată pentru a doua oară tot la 16 ani, de unchiul motociclist al prietenului ei Jack, Preacher. (Preacher has denied this.) În loc să îi spună tatălui său, ea a fugit de acasă și s-a mutat cu Jack, aceasta fiind prima ei relație serioasă.
Jack era un artist al tatuajelor, și i-a făcut prima serie de tatuaje, care mai târziu au devenit marca ei definitorie, două inimi. Potrivit programului E!, fratele lui Massoli, Tony, care mai tâziu s-a ocupat și el de tatuaje, a adăugat inscripția "HEART BREAKER".

### Începuturile carierei
Jenna Massoli a încercat să îi urmeze carierei mamei sale ca showgirl în Las Vegas, dar era respinsă la majoritatea spectacolelor din cauză că nu avea înălțimea minimă impusă de 175 cm. A fost angajată pentru spectacolul Vegas World, dar a renunțat după două luni mărturisind că programul era brutal și banii nu erau suficienți.
Prietenul lui Massoli, Jack, a îndemnat-o să aplice pentru slujbe de stripteoeză, și în 1991, deși încă minoră, ea a început să danseze într-un club de streaptese din Las Vegas folosindu-se de un document de identitate falsificat După ce a fost refuzată de către clubul de streaptease Crazy Horse Too din cauza protezelor de îndreptare a dinților pe care le purta, ea și-a scos proteza cu o agrafă și a acceptat. După șase luni, ea câștiga 2000$ pe noapte, înainte să își termine studiile de liceu.
Primul ei nume de scenă ca stripteoză a fost "Jennasis", nume folosit mai târziu pentru  "Jennasis Entertainment".  Ea a ales numele "Jenna Jameson" pentru a-l folosi în cariera sa de model după ce a căutat prin cartea de telefon după un nume de familie care să se potrivească cu prenumele ei, până să se decidă asupra numelui Jameson de la Jameson Whiskey, whiskey-ul băut de ea.
Pe lângă dansat, începând cu finalul anului 1991, ea a început să pozeze pentru fotograful de nuduri Suze Randall în Los Angeles, sperând să apară în revista Penthouse. Jameson era plătită cu 300 $ pe zi, fără a avea vreun drept asupra fotografiilor. După ce fotografiile sale au apărut în mai multe reviste pentru bărbați sub mai multe nume diferite, Jameson a încetat să mai lucreze pentru Randall, pentru că avea impresia că Randall era "un rechin", care profita de ea.
Deși încă la liceu, Jameson a început să consume droguri: cocaină, LSD și metamfetamină împreună cu fratele său (care era dependent de heroină) și câteodată cu tatăl său. Dependența ei s-a agravat în timpul celor patru ani de locuit cu prietenul ei. Jameson nu mai avea o alimentație corespunzătoare și a devenit prea slabă pentru a mai putea poza; Jack a părăsit-o în 1994. Cântărea în acea vreme mai puțin de 35 de  kilograme când un prieten a pus-o într-un scaun cu rotile și a trimis-o la tatăl său, care locuia în acea vreme în California, pentru a o duce la dezintoxicare; tatăl său nu a recunoscut-o când a coborât din avion.

### Cariera de filme porno

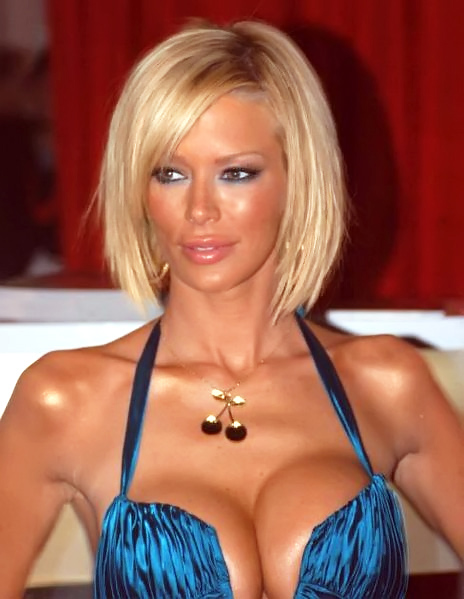
Jenna Jameson în 2007

Jameson a început să joace în filme porno pentru a se răzbuna pe prietenul său, Jack, care o înșelase. A apărut pentru prima dată într-un film erotic în 1993, un film fără imagini explicite de sex al lui Andrew Blake, împreună cu prietena sa Nikki Tyler, pe care o cunoscuse la un o prezentare Suze Randall. Primele ei scene dintr-un film pornografic au fost filmate de către Randy Westși au apărut în anul 1994 în Up and Cummers 10 și Up and Cummers 11. Ea s-a remarcat foarte repede și a apărut în alte câteva filme porno până să se mute din Las Vegas.
Jameson și-a făcut primul implant la sâni la 28 iulie 1994, pentru a-și dezvolta cariera de stripteoză și cea de actriță. În 2004, ea avea 2 seturi de implante la sâni, și un implant la bărbie.
Prima apariție porno a lui Jameson a fost într-o scenă numai cu femei lesbiene). Ea declara: "Scenele lesbi erau ușoare și naturale. Apoi mi-au oferit mulți bani pentru scene bărbat-femeie." Prima scena hetorosexuală a fost în Cherry Pie (1994). La începutul carierei și-a promis că nu va face niciodată scene de sex anal sau dublă penetrare și a evitat scenele interrasiale cu bărbați. În schimb, scenele "caracteristice" sunt cele de sex oral.
În 1994, după ce și-a depășit dependența și după ce a stat câteva săptămâni cu tatăl și bunica sa, Jameson s-a mutat la Los Angeles ca să locuiască cu Nikki Tyler. A început să se ocupe de cariera de model, iar în 1995 a avut aprobarea tatălui său să își facă o carieră în filmele porno. Primul ei film după asta a fost Silk Stockings. Spre sfârșitul lui 1995, Wicked Pictures, pe atunci o mică companie producătoare de filme porno, i-a făcut un contract de exculsivitate.
Contractul prevedea o sumă de $6.000 pe film pentru 8 filme în primul an. Prima producție cu un buget mare a fost  Blue Movie (1995), unde interpretează rolul unei reporterițe care investighează locul de filmare a unui film porno și care a câștigat mai multe premii AVN. În 1996, Jameson a câștigat mai multe premii de vârf ale organizațiilor din industria porno, XRCO, premiul Best New Starlet, premiul AVN Best New Starlet Award și premiul Fans of X-Rated Entertainment (FOXE) Video Vixen. Ea este prima actriță care a câștigat toate aceste trei premii. O mulțime de alte premii au urmat după.
În 2001, Jameson câștiga $60.000 pentru o zi de filmare și $8.000 pe noapte pentru dansul în cluburi de streaptease. A încercat să se limiteze la a filma 5 filme pe an și să danseze 2 săptămâni pe lună. Soțul său, Jay Grdina spunea că ea câștiga chiar și 25000$ pe noapte pentru un streaptease.
Din noiembrie 2005, a început să fie gazda emisiunii de pe Playboy TV's Jenna's American Sex Star, unde eventuale staruri porno se întrec în performanțe sexuale pentru un eventual contract cu compania ei, Club Jenna. Câștigătoarele contractelor în primii doi ani au fost Brea Bennett și Roxy Jezel.

### Autobiografie
Autobigrafia lui Jameson, How to Make Love Like a Porn Star: A Cautionary Tale  a fost publicată la 17 august 2004. A fost scrisă împreună cu Neil Strauss, un colaborator la The New York Times și Rolling Stone, și publicată de ReganBooks, o divizie a lui HarperCollins. A ajuns instantaneu best-seller, rămânând șase săptămâni consectutive în lista celor mai bine vânute cărți îtocmită de The New York Times. Autobiografia a câștigat și premiul din anul 2004 "Mainstream's Adult Media Favorite" al XRCO awards la egalitate cu Family Business a lui Seymore Butts. A fost tradusă în limba germană drept Pornostar. Die Autobiographie  in Noiembrie 2005, și în limba spaniolă ca Como Hacer El Amor Igual Que Una Estrella Del Porno  in ianuarie 2006.

## Premii

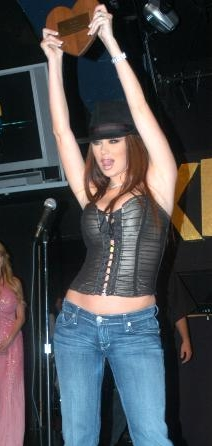
Receiving XRCO Hall of Fame award at the XRCO awards, June 2, 2005

- 1996 Hot D'Or Best New American Starlet
- 1996 Hot D'Or Best American Actress
- 1996 AVN Best New Starlet Award
- 1996 AVN Award for Best Actress (Video) - Wicked One
- 1996 AVN Award for Couples Sex Scene (Film) - Blue Movie (cu T.T. Boy)
- 1996 XRCO Starlet of the Year
- 1997 AVN Award for Couples Sex Scene (Film) - Jenna Loves Rocco (cu Rocco Siffredi)
- 1997 AVN Award for Couples Sex Scene (Video) - Conquest (cu Vince Vouyer)
- 1997 Hot D'Or for Best American Actress
- 1998 AVN Award for Best All-Girl Sex Scene (Film) - Satyr (cu Missy)
- 1998 Hot D'Or for Best American Actress - Sexe de Feu, Coeur de Glace [39]
- 1999 Hot D'Or for Best American Movie - Flashpoint [40]
- 2003 AVN Award for Best All-Girl Sex Scene (Video) - I Dream of Jenna (cu Autumn and Nikita Denise)
- 2003 G-Phoria Award for Best Female Voice Performance - Grand Theft Auto: Vice City
- 2004 XRCO Award for Best Girl/Girl scene - My Plaything 2 (cu Carmen Luvana)
- 2005 AVN Award for Best Actress (Film) - The Masseuse
- 2005 AVN Award for Couples Sex Scene (Film) - The Masseuse (cu Justin Sterling)
- 2005 AVN Award for Best All-Girl Sex Scene (Film) - The Masseuse (cu Savanna Samson)
- 2005 XRCO Hall of Fame
- 2005 XRCO Mainstream's Adult Media Favorite Award - How to Make Love Like a Porn Star: A Cautionary Tale
- 2006 AVN Hall of Fame
- 2006 AVN Award for Best Supporting Actress (Film) - The New Devil in Miss Jones
- 2006 AVN Award for Best All-Girl Sex Scene (Film) - The New Devil in Miss Jones (with Savanna Samson)
- 2006 AVN Award for Crossover Star of the Year
- 2006 Temptation Hall of Fame
- 2006 Temptation Award for Best Supporting Actress (Film) - The New Devil in Miss Jones
- 2006 Temptation Award for Best All-Girl Sex Scene (Film) - The New Devil in Miss Jones (with Savanna Samson)
- 2006 Temptation Award for 2006 Temptress of the Year
- 2006 Added to Adult Star Path of Fame in Edison, New Jersey